# 小野英二郎

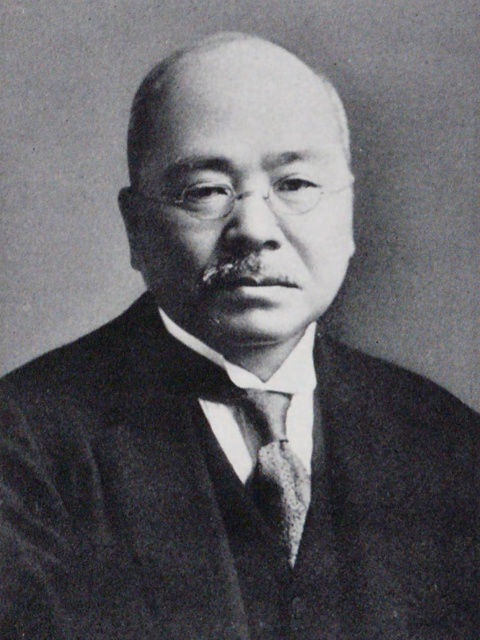
小野英二郎

小野 英二郎（おの えいじろう、元治元年6月23日（1864年7月26日） - 昭和2年（1927年）11月26日）は、柳川藩士の子で、福岡県出身の財界人。ジョン・レノンの妻・オノ・ヨーコの祖父である。

## 略歴・人物
筑後柳川の藩士のもとに出生した。立花四天王の小野鎮幸の末裔と言われることが多いが、小野鎮幸嫡系の大組組頭世襲家の小野家との関係は不詳である。
地元の柳河中学校を経て1880年（明治13年）、同志社英学校2年に入学する。同級生に安部磯雄や岸本能武太がいた。1883年（明治16年）、新島襄から洗礼を受ける。同年末、徴兵令改正により私立学校は徴兵免除の特典を受けられなくなったため、官立学校への転校を図り退学する。しかしこれに失敗し、1884年（明治17年）にオバーリン大学へ留学し、1887年に哲学士となる。渡米中の船内では内村鑑三と同室だった。
大学卒業後はミシガン大学大学院に進み、政治経済学を研究し、1889年に論文「日本の産業革命」でPh.D.を取得する。この時『デトロイト・トリビューン』紙は、「日本の小野英二郎、大学における外国人の注目すべき業績」という見出しで大きな記事を載せた。また、これは日本経済についての英語による初めての学術研究でもあった。1890年に帰国し、橘蔭学館教頭を経て、同志社に赴任、同志社政法学校の創立事務を担当し、1891年（明治24年）の開校後から教頭に就任する。
1896年（明治29年）、日本銀行総裁川田小一郎の招きにより日本銀行に入行、同志社を去る。同年より1906年まで同行ニューヨーク支店長を務め、駐米中にジャパン・ソサエティの設立にも寄与した。1913年（大正2年）、日本銀行営業局長を辞して日本興業銀行に入行、同社副総裁を経て、1924年（大正13年）第4代総裁に就任した。1927年（昭和2年）、在職中に心臓麻痺で逝去した。墓所は多磨霊園。

## 栄典
- 1911年（明治44年）8月24日 - 金杯一組[4]
- 1927年（昭和2年）11月26日 - 帝都復興記念章[5]

## 親族
- 父・小野作十郎。
- 母・鶴（1869年生）は岡山藩士（のち鹿児島県霧島神宮宮司）正六位勲六等の穝所信篤（税所篤人、1836年－1910年2月22日）と嘉代の長女[6][7]。妹の小長は畜産学者・望月瀧三(1871年-1933)の妻[8]。
- 長男・小野俊一 - ロシア文学・生物学者、社会運動家。前妻に小野アンナ、後妻に浪子。
  - 後妻との間に地理学者の小野有五
- 二男・税所篤二（1898年～1981年10月10日）- 旧名勇二。母方祖父・篤人の養子。美術評論家。美術ジャーナリスト。アメリカ現代美術の批評家として、またセザンヌやブラマンクなどの近代フランス美術家に関する著述の翻訳者として活躍。日仏会館開館にも関わり日仏美術交流に尽力。妻の綏子は木村駿吉の娘。墓所は雑司ヶ谷霊園。
- 三男・小野英輔 - 東京銀行常務。妻の磯子は安田善次郎の孫
  - 娘に音楽家・芸術家のオノ・ヨーコ、彫刻家の小野節子、長男に小野啓輔
    - ヨーコとジョン・レノンの子に音楽家のショーン・レノン、啓輔の子に映画プロデューサーの小野光輔
- 四男・小野康平 - 足利赤十字病院創設院長
- 三女・米子 - 大蔵省官僚・石井茂樹の妻
  - 子に石井陽一、石井茂雄 (画家)
- 五男・小野英作
- 四女・寿満子 - 初代国連大使の加瀬俊一 の妻。
  - 子に外交評論家の加瀬英明